# Vlkosovice
Vlkosovice (německy Wilkosowitz) je vesnice, část města Černovice v okrese Pelhřimov. Nachází se asi 3,5 km na jih od Černovic. Prochází zde silnice II/128. V roce 2009 zde bylo evidováno 51 adres. V roce 2001 zde trvale žilo 59 obyvatel.
Vlkosovice je také název katastrálního území o rozloze 6,44 km2.

## Další fotografie

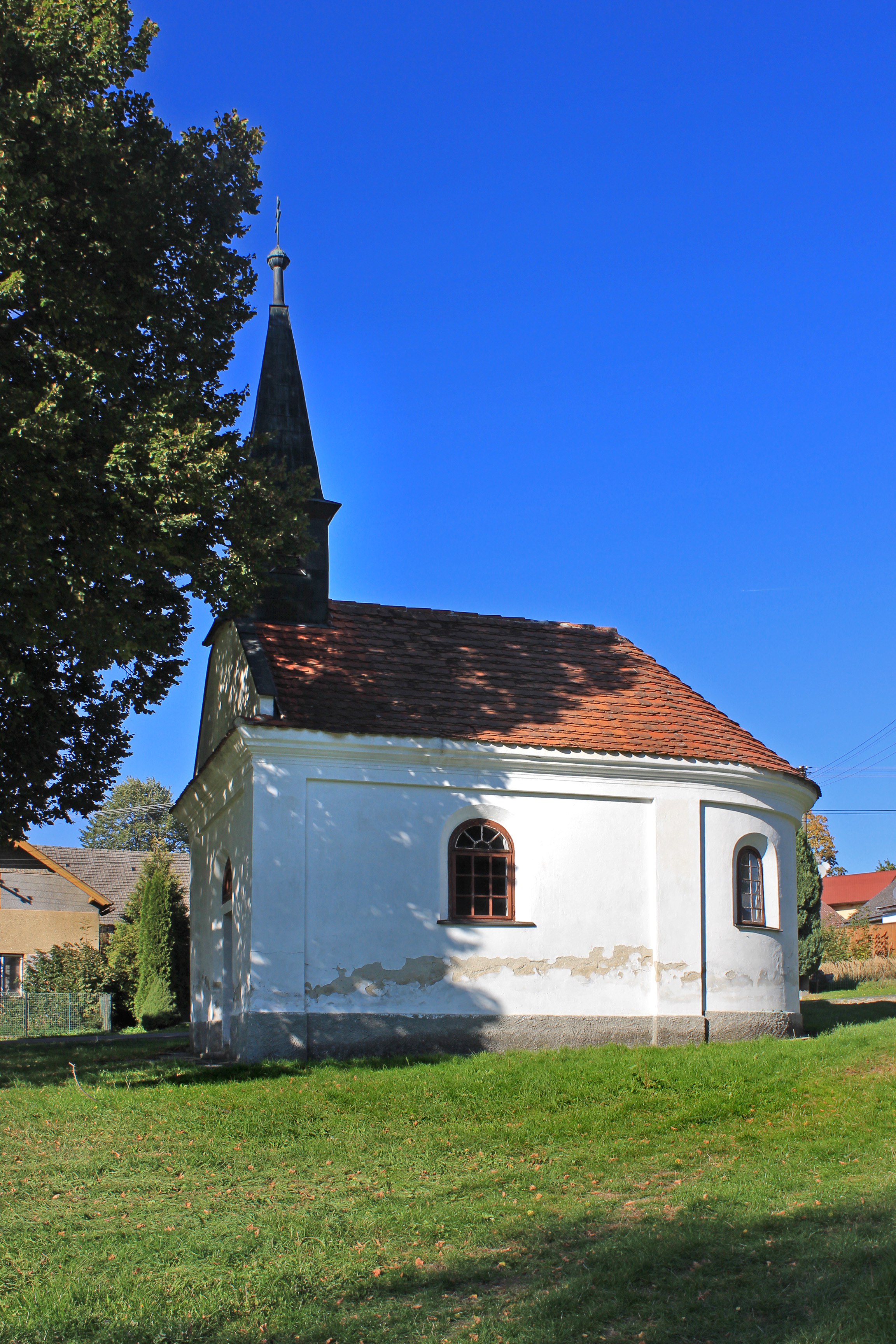
Kaple na návsi
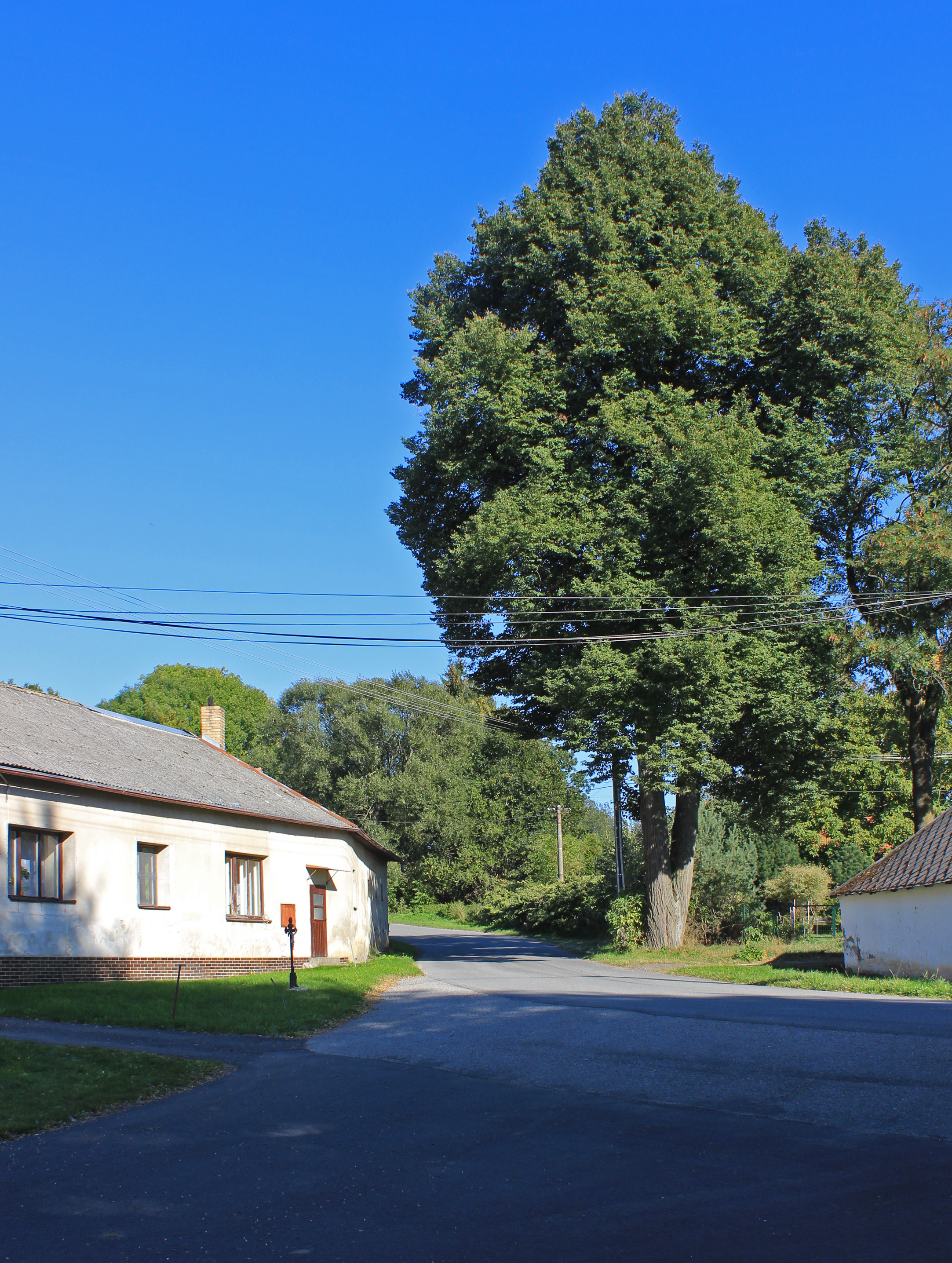
Silnice II. třídy 128 směrem k Černovicím
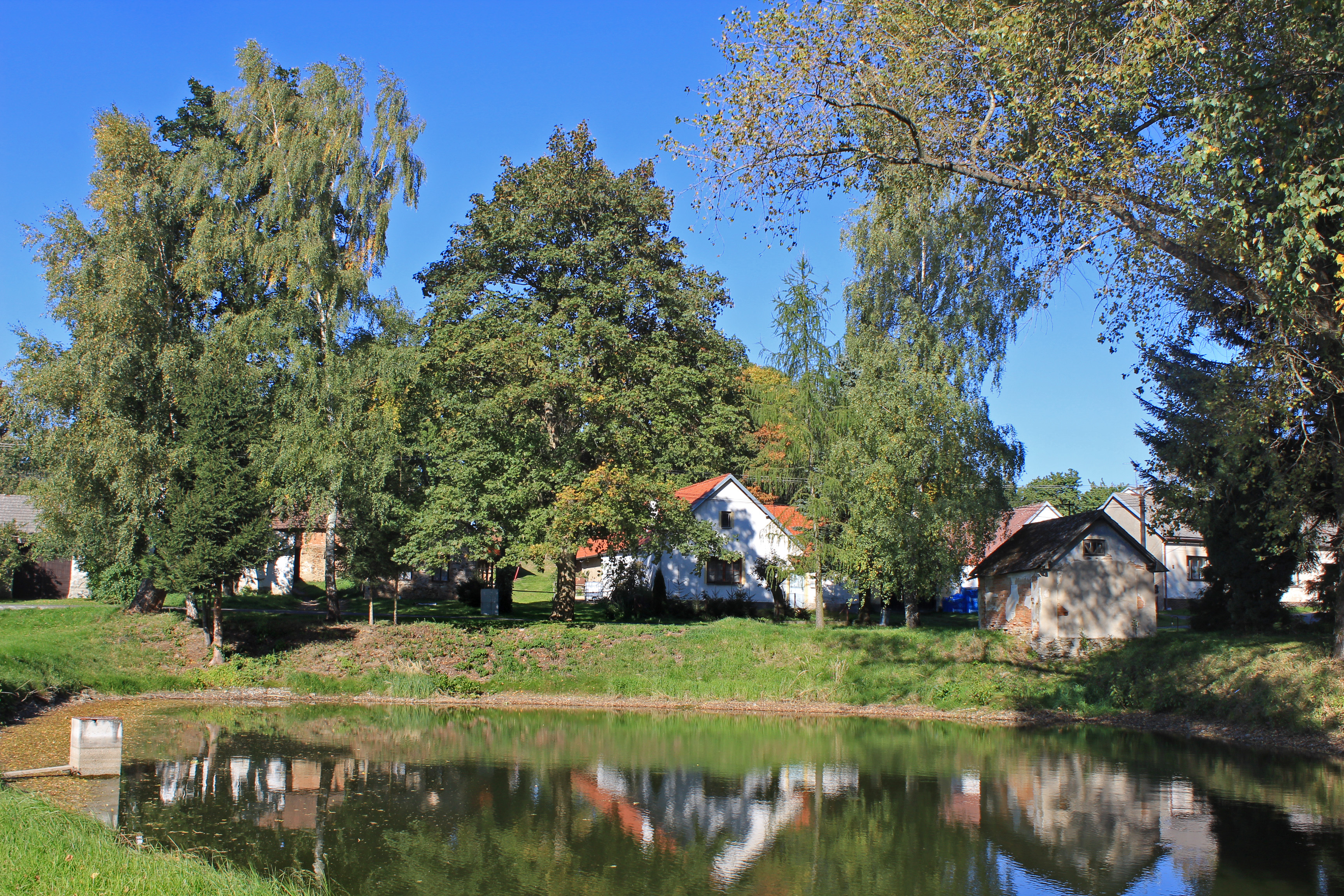
Návesní rybník